# لله‌مرز (بهشهر)
لله مرز، روستایی است در نزدیکی زاغمرز و بندر امیرآباد و از توابع بخش مرکزی شهرستان بهشهر در استان مازندران ایران.

## جمعیت
این روستا در دهستان میانکاله قرار دارد و براساس سرشماری مرکز آمار ایران در سال ۱۳۸۵، جمعیت آن ۵۱۶ نفر (۱۴۱خانوار) بوده‌است. مردم لله مرز از قومیت طبری هستند. مردم لله مرز به زبان طبری (مازندرانی) سخن میگویند.